# Seo de Urgel
Seo de Urgel (en catalán y oficialmente La Seu d'Urgell), antiguamente, Urgell o Ciutat d'Urgell, es un municipio español en la provincia de Lérida, situada en los Pirineos españoles, capital de la comarca del Alto Urgel (España), cabeza del partido judicial y sede de la diócesis de Urgel. También fue sede del antiguo condado de Urgel, antes de su expansión al sur. Se encuentra dentro del ámbito territorial funcional (ATF) del Alto Pirineo y Arán (Alt Pirineu i Aran). Es la ciudad más poblada de la comarca y del ATF, concentrando el 17,4 % de población de este último.
Está situada en el interfluvio del río Segre y el río Valira, poco antes de su confluencia en una pequeña terraza fluvial, continuación del pla de les forques. La ciudad forma parte del Urgellet, comarca natural pirenaica, formada por 16 municipios del Alto Urgel y que juntamente con Andorra, correspondía al territorio del Condado de Urgel con capital en la Seo de Urgel, hasta la expansión al Sur.
El Alto Urgel es la puerta natural al estado de Andorra. Buena parte de la pujanza de esta ciudad, dentro del ámbito del Alto Pirineo y Arán, se debe a la importancia demográfica y económica de Andorra.
Los patrones de esta ciudad son: San Odón de Urgel, San Sebastián y la Madre de Dios de Urgel, mientras que la Virgen de Nuria y San Ermengol, son los principales patrones de la diócesis de Urgel, pero en el caso de San Ermengol, tiene una presencia más destacada en la ciudad, que el resto de patrones. Probablemente ese sea el motivo de que existan varios eventos a lo largo del año, dedicados a San Ermengol como la Feria de San Ermengol, una de las más antiguas de Cataluña, y el Retablo de San Ermengol.

## Toponimia

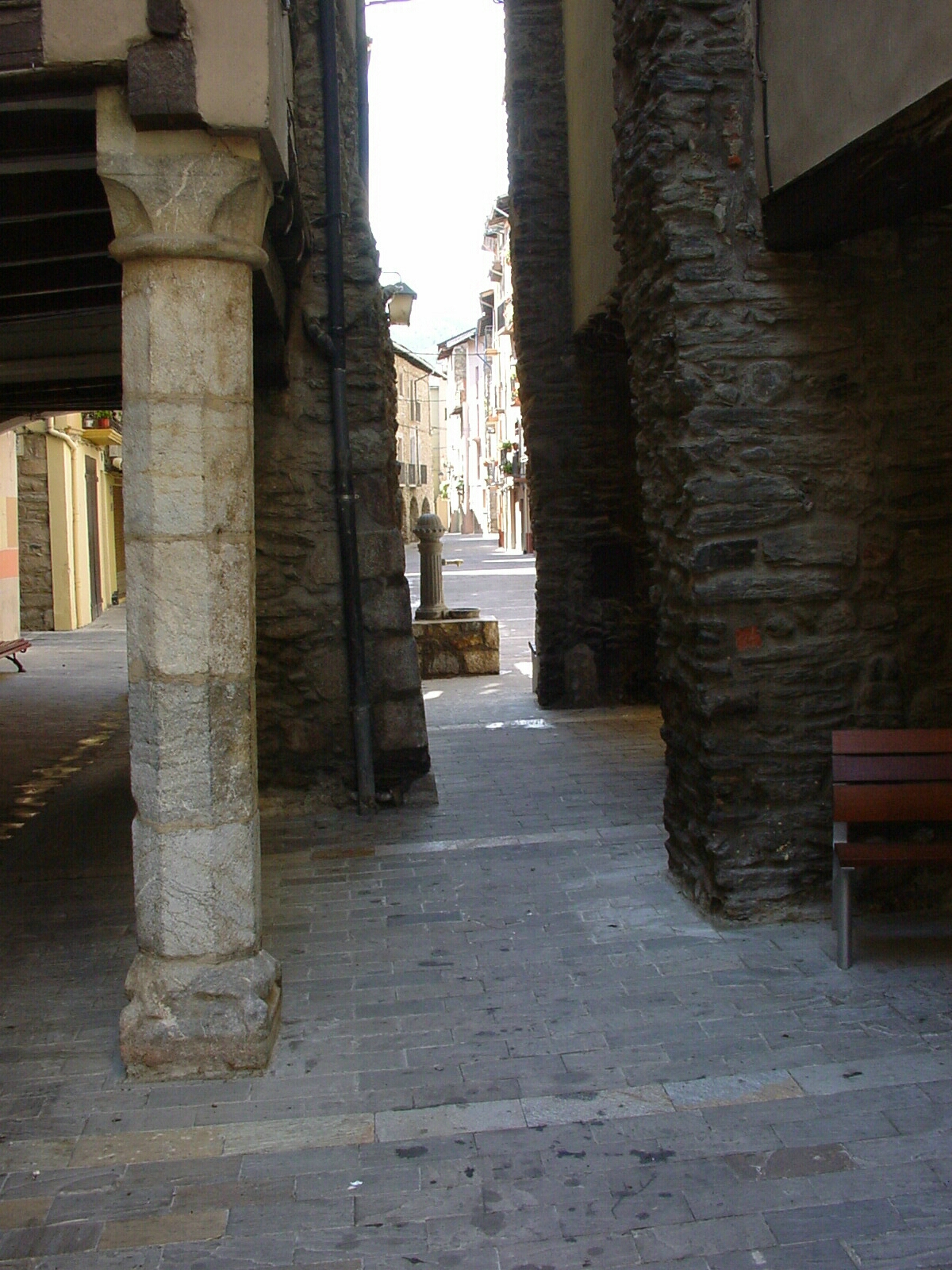
Seo de Urgel

El topónimo La Seo de Urgel está formado por dos palabras diferentes, Seo (Seu), de origen latino, y Urgell, que según el lingüista Joan Coromines es de origen prerromano. Este mismo autor interpreta que su significado se relaciona con la presencia de agua, cosa que es verosímil si se tiene en cuenta el origen específicamente pirenaico del topónimo. Deriva de la base primitiva de raíz vasca: Urtx (Urtx + ellu = Urgell; Urgell + ittu = Urgellet).
Algunos estudios sitúan el poblado ibérico de Arse-Durgui o Arse D'Urgui, sobre la colina de Castellciutat, entonces llamada Puiolo Urgelli. Donde se encontraba el poblado de Arse-Durgui, se construyó la Civitas Orgellia y de ahí radica el nombre de Castellciutat, que hasta el siglo XVIII era conocido simplemente como ciudad y posteriormente se le añadió castell ('castillo') por la existencia de un castillo, antigua residencia de los Condes de Urgel.
Poco después de la destrucción de la antigua Orgellia, se creó un nuevo barrio, sede del Obispado de Urgel, llamado vicus Sedes Urgelli: vicus en latín significa 'barrio' y Sedes, que significa 'cátedra o trono de un obispo que ejerce una jurisdicción, iglesia catedral o capital de una diócesis'. Con el tiempo Sedes Urgelli, tomó importancia y perdió la palabra vicus mientras que civitas Orgellia perdió la palabra Orgellia y pasó a llamarse simplemente Civitas o ciudad hasta el siglo XVIII.
Según Juan Antonio de Estrada «la ciutat d'Urgell» es nombrada comúnmente «la Seu d'Urgell por el dominio y grandes preeminencias de su Santa Iglesia».

## Geografía

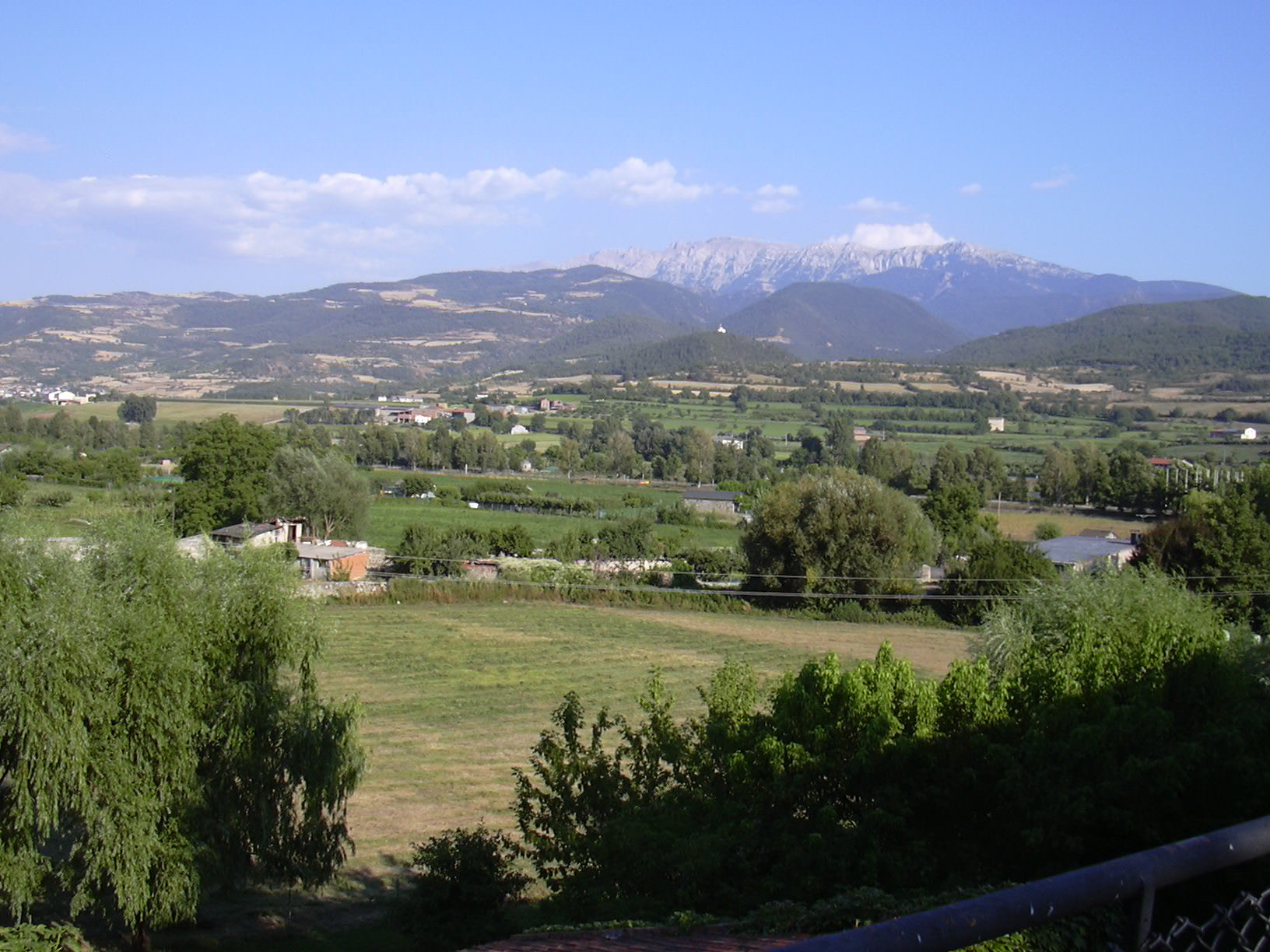
Vista de la plana de la Seu y de la sierra del Cadí al fondo

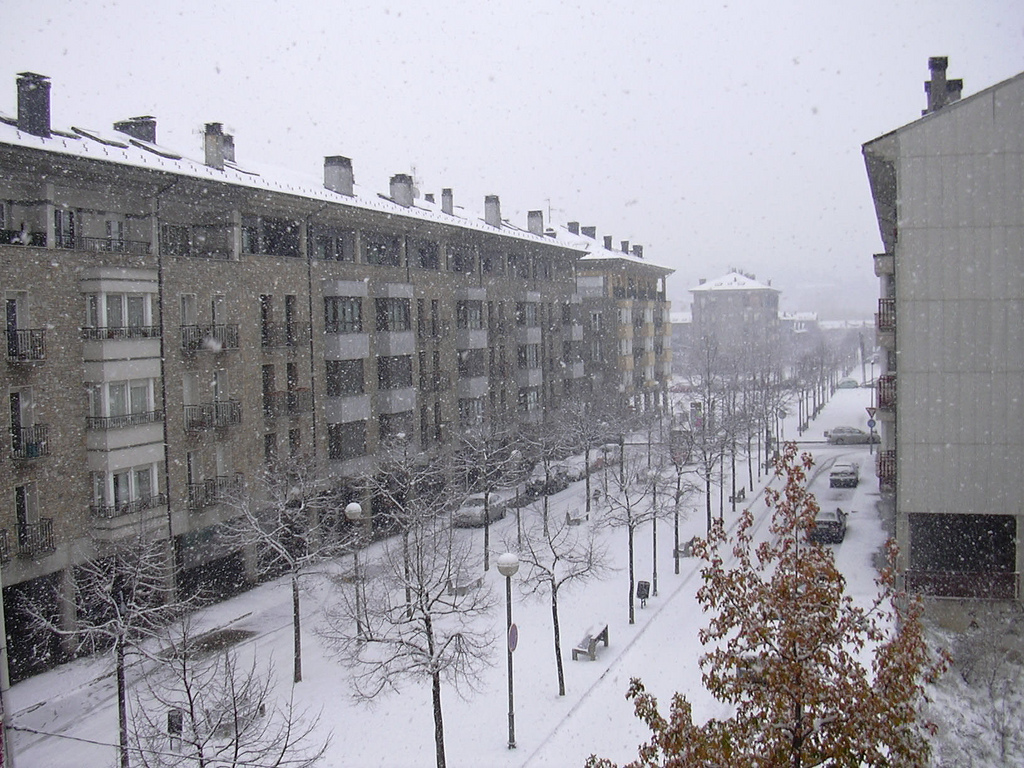
Vista del paseo de Pasqual Ingla después de una nevada a finales de 2008

Integrado en la comarca de Alto Urgel, de la que ejerce de capital, se sitúa a 130 kilómetros de la capital provincial. El término municipal está atravesado por la carreteras nacionales N-145, que se dirige a Andorra, y N-260 (Eje Pirenaico), además de por una carretera local (C-462) que se dirige a Tuixent. 
La ciudad se extiende por centro de la planicie o ribera de la Seo, formada por el río Segre con su confluencia con el río Valira. La ribera de la Seo está rodeada de altas montañas y cordilleras, de las cuales la más vistosa es la sierra del Cadí. En la planicie, a ras del río Valira, hay una pequeña sierra alargada, paralela al río. La parte occidental del término, está accidentada por los contrafuertes que descienden del cerro Estelareny y del Roc de l'Àliga y que alcanzan los 817 metros en la colina del Corb. Por la izquierda del río Segre, el territorio es mucho más amplio, regado por diversas acequias y canales que toman las aguas del mismo río.

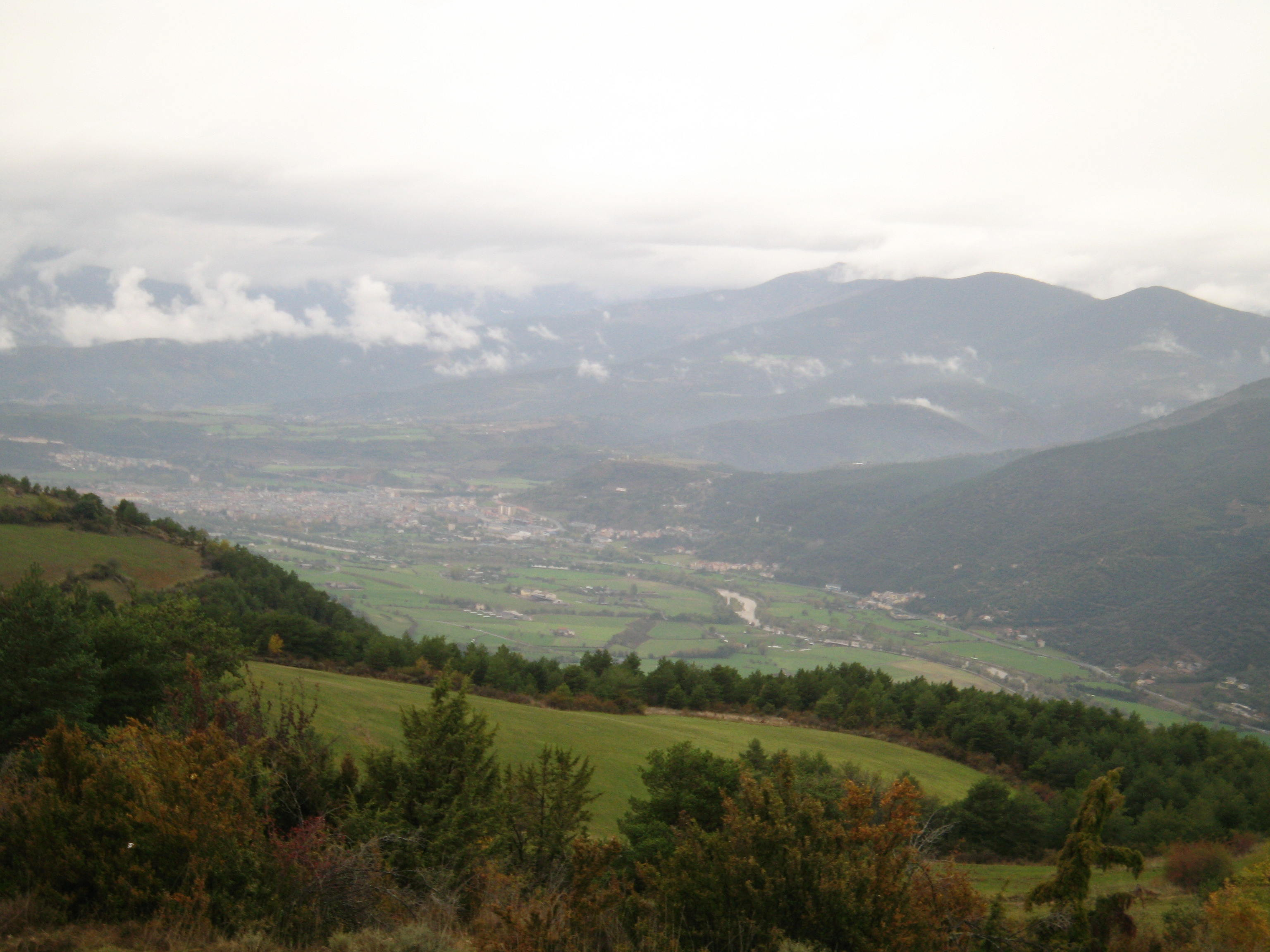
Panorámica desde Vilanova de Banat, se aprecia la plana de la Seu, el pla de les Forques, Castellciutat y los barrios lejanos del núcleo

La Seo de Urgel se encuentra en una llanura de 7 km de longitud, llamada plana de la Seu, que empieza en el llamado agujero de la Seo. Las pequeñas riberas abiertas alrededor del Segre están separadas por congostos. 
La altitud oscila entre los 1040 metros al norte y los 650 metros a orillas del río Segre. El casco histórico se sitúa a 691 metros sobre el nivel del mar. 
| Noroeste: Montferrer i Castellbò | Norte: Les Valls de Valira           | Nordeste: Estamariu  |
| Oeste: Montferrer i Castellbò    |                                      | Este: Estamariu      |
| Suroeste: Montferrer i Castellbò | Sur: Ribera d'Urgellet y Alàs i Cerc | Sureste: Alàs i Cerc |

El clima de la comarca es de tipo mediterráneo, transformado por la alta montaña. Las precipitaciones se encuentran alrededor de los 700 mm anuales, aunque aumentan considerablemente con la altitud. En verano, la máxima pluviometría, pertenece a la zonas altas de la montaña. La mínima pluviometría es en invierno y se extiende por igual en toda la comarca. Es un clima, por tanto, seco y frío en invierno, fresco y lluvioso en primavera, caluroso y seco en verano, y fresco y húmedo en otoño. La vegetación es continental, en gran parte submediterránea.

### Ríos
Una de las características principales del paisaje de la Seo de Urgel, es la presencia de ríos, ya que se encuentra rodeada por los ríos Valira que viene de Andorra y el Segre de la Alta Cerdaña:
- El Segre es un río que transcurre mayoritariamente por Cataluña y afluente del Ebro. Su cuenca transcurre por los territorios de tres estados: Francia, Andorra y España. Nace en Francia, en la vertiente septentrional del Pic del Segre, en el circo de la Cusassa, en la Alta Cerdaña, y desemboca después de recorrer 265 km en el río Ebro, en Aragón, a su paso por Mequinenza (Bajo Cinca).
- El Valira es un río andorrano y urgelense y afluente del río Segre. Tiene un recorrido de 44 km, nace en Andorra y desemboca en el Segre en el término municipal de La Seo de Urgel.

En el término de Seo de Urgel existen diversos canales, entre los cuales destacan el de la Olla i Segalers, el del Pla y el del Salit, por su importancia y antigüedad. Otros canales de menos importancia son el de San Pedro, el del Molino y el de Aucata. La mayoría de ellos cogen las aguas del Segre.
En 1987 el Segre se canalizó a raíz de las inundaciones que ocurrieron en 1982. En 1992 Seo de Urgel se convirtió es subsede olímpica y en la orilla de Segre se construyó el Parque Olímpico del Segre.

### Inundaciones de 1982

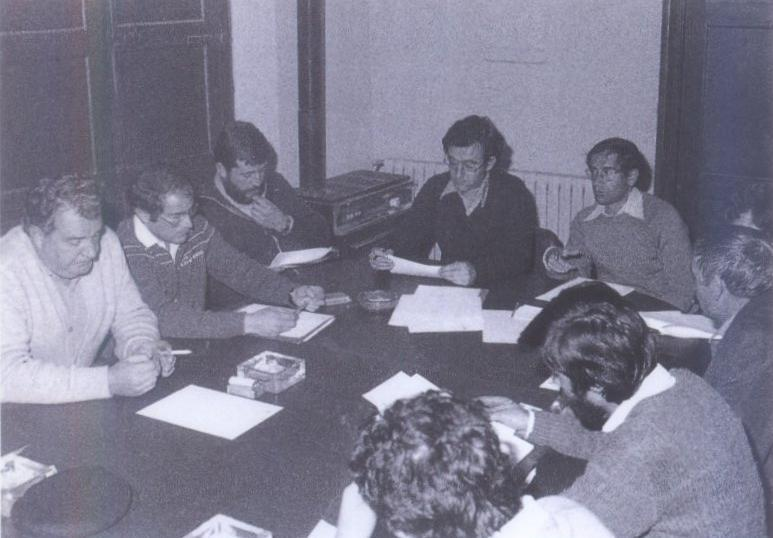
Junta de Emergencia

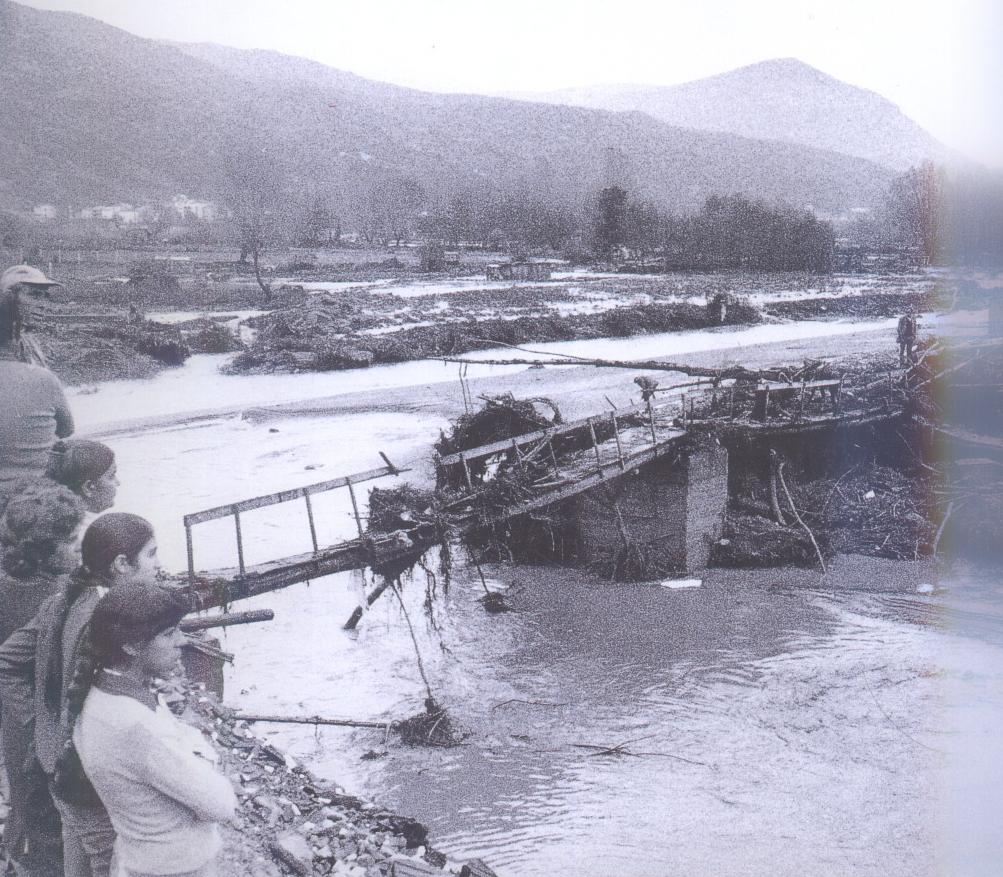
Palanca de los gitanos, Seo de Urgel

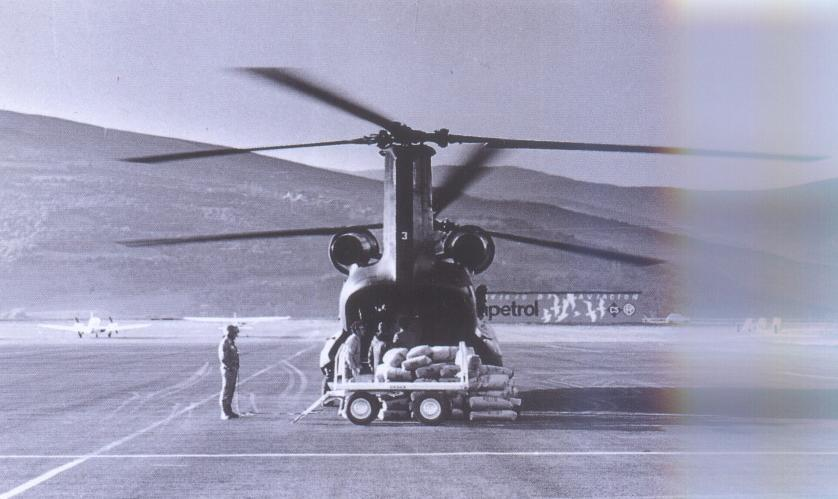
Helicóptero llevando harina, aeropuerto de Seo de Urgel

El 7 de noviembre del 1982 se produjo una serie de importantes inundaciones que no solo afectaron a Seo de Urgel, sino también a la comarca del Alto Urgel, la Cerdaña, las comarcas de Lérida y el Principado de Andorra.
Las riadas dejaron 14 víctimas mortales, cuarenta pueblos aislados y treinta puentes destruidos en el Alto Urgel. Además comportaron una grave crisis económica. Y se calcula que los daños en la ciudad fueron de 1437 300 000 pesetas (8 millones de euros y 38 millones en la comarca), que fue declarada zona catastrófica mediante real decreto.
El observatorio de la Molina dio cifras de 600 litros por m², en la Seo 102 litros por m². Ni los periódicos de Barcelona ni la televisión reflejaron la magnitud de la catástrofe, ya que estaban volcados al seguimiento del viaje del papa Juan Pablo II.

### Barrios y lugares

Mapa del municipio de la Seo de Urgel. En verde se señala el Parque Olímpico del Segre y en rosado los polígonos de la Seo

Entre los dos ríos se encuentra la antigua ciudad episcopal de la Seo de Urgel y a las afueras se puede encontrar los arrabales del Poble-sec, Sant Pere y la urbanización de Sant Antoni, unidades de población compartidas administrativamente con el término municipal de Valles del Valira.

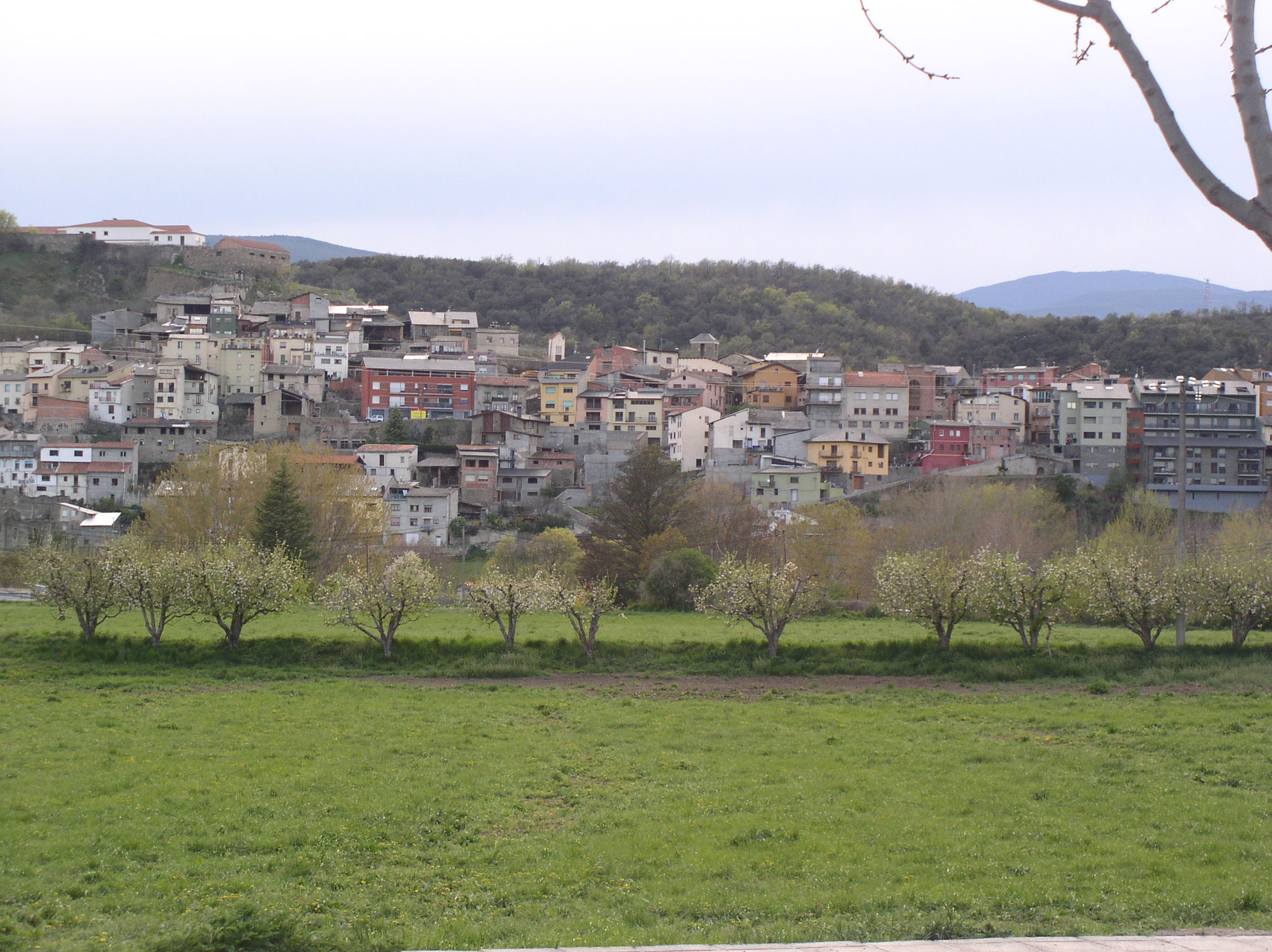
El pueblo de Castellciutat desde la Horta del Valira

El municipio de la Seo de Urgel también comprende la villa de Castellciutat desde el 3 de junio de 1975, a la derecha del río Valira, a diferencia de la resta del municipio que se encuentra a la izquierda. También pertenecen al municipio la vecindad de les Torres (1857) y el enclavamiento de Bell-lloc, los dos en el margen izquierdo del Segre.
La ciudad y núcleo principal, la Seo de Urgel, se puede dividir en seis barrios: la Seo de Urgel, Santa Magdalena, Poble-sec, Sant Pere, Sant Antoni y el Serrat de la Capella. La Seu y Santa Magdalena forman un único núcleo, mientras que el Poble-sec, Sant Antoni, Sant Pere están alejados.
Desde el crecimiento de la ciudad hacia levante, el Poble-sec y la Seo sólo les separa la carretera N-260 y que actualmente se puede cruzar por debajo un puente.

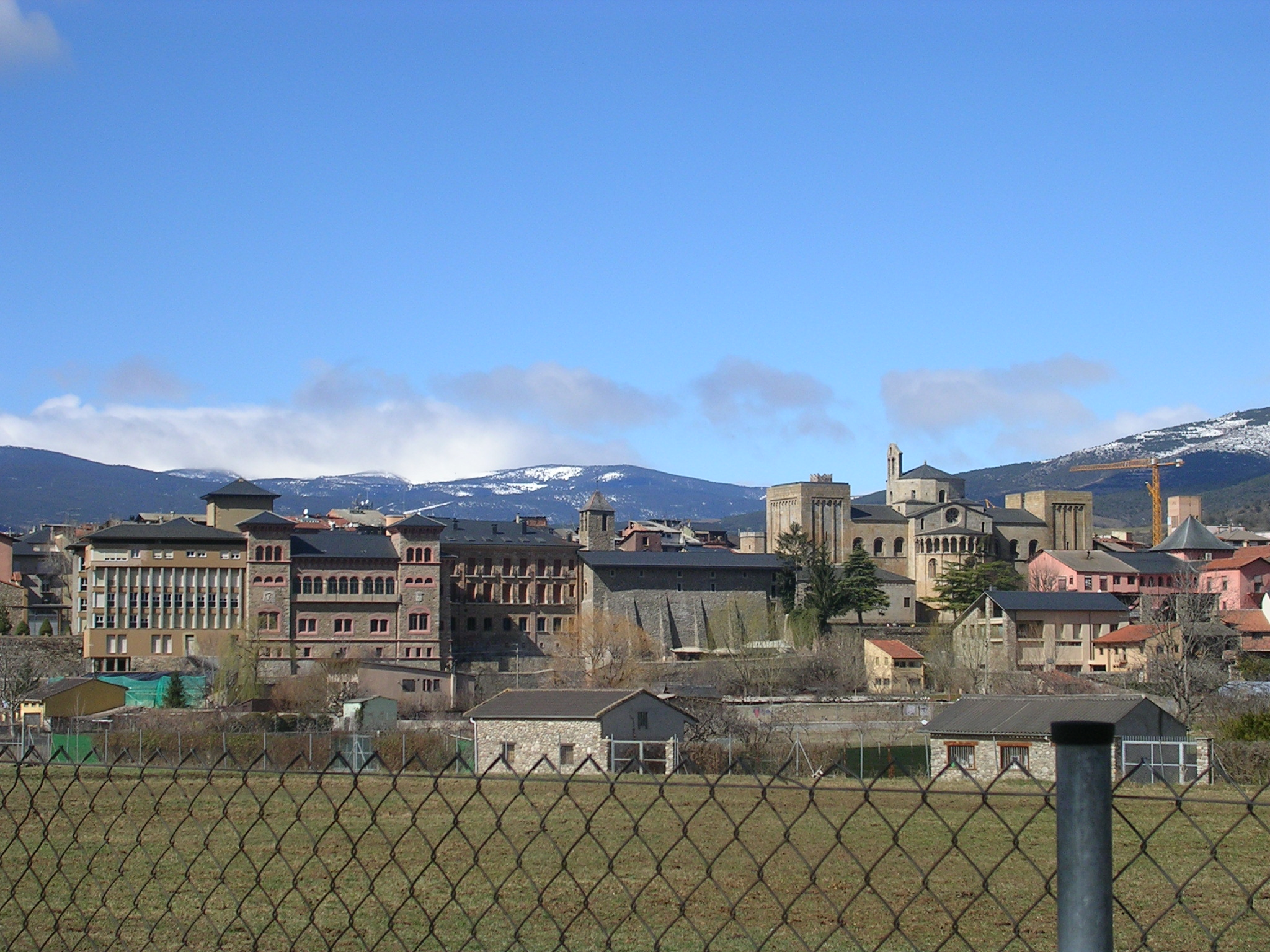
Vista del casco antiguo de la Seu d'Urgell desde los huertos de la Seu

A la vez dentro de la Seo de Urgel se puede distinguir entre el casco antiguo o centro histórico y el eixample Bergós. El paseo de Joan Brudieu, la plaza de Cataluña y la calle de Sant Ot dividen el casco antiguo del eixample.
Actualmente se está construyendo el sector residencial de la Horta del Valira o de la Valira. Esta nueva área de la ciudad se encuentra al oeste o poniente de la Seo, al final del ensanche Bergós. Concretamente entre el ensanche, el parque de la Valira, el río Valira, Santa Magdalena y el antiguo camino de Santa Magdalena. Esta nueva área aportará a la ciudad parcelas de suelo público de tamaño considerable: unas con la finalidad de formar parte del parque territorial del río Valira y otras para un nuevo colegio.

### Cimas
Con tan solo 691 m de altitud, la planicie de 7 km donde se encuentra la Seo de Urgel contrasta con los picos, cimas, sierras y en conjunto de la comarca. Desde Seo de Urgel se puede ver la sierra del Cadí que separa el valle del Segre de la cabecera del río Llobregat.
Las cimas más importantes son:
- Pic de Salória (2789 m).
- Monturull (2761 m).
- Torreta del Cadí (2562 m).
- Cap del Verd (2282 m).
- El Coscollet (1610 m).

## Historia
Las excavaciones realizadas en la Seo de Urgel, van dibujando poco a poco el momento de transición entre el mundo antiguo y la Edad Media. Se ha descubierto una necrópolis paleocristiana, donde hoy está el claustro de la catedral, unos grandes muros que podrían haber formado parte del primitivo centro urbano y un altar de tradición paleocristiana que posiblemente presidiera la catedral.

### La ciudad de la colina: Orgellia
Según Plinio el Viejo y Estrabón, la primitiva ciudad romana Orgellia (Seo de Urgel), ocupada anteriormente por el poblado prehistórico de Arse-durgui, estaba situada en la colina de Castellciutat, lugar estratégico que dominaba el camino de paso obligado entre las antiguas localidades de Julia Lybica (actual Llivia) y Ilerda (actual Lérida). La ciudad romana habría sido la capital de los ceretanos o según Claudio Ptolomeo de los Ilergetas. No se sabe nada sobre su cristianización, atribuida a un discípulo de San Jaime y de la construcción posterior de un obispado. Tan solo hay constancia de un obispo de Urgel en el año 527 según el concilio de Tarragona.

### De la colina al valle: vicus Sedis Urgelli
Poco después de ser liberada la ciudad por los francos y pacificada la región, recibió dos duros golpes: la destrucción por parte de los sarracenos, con la retirada del ejército de abd al-Malik alrededor del año 793 y la crisis que provocó la represión de Carlomagno sobre la herejía defendida por el obispo Félix de Urgel. Estas dos causas provocaron el traslado de la sede episcopal desde la colina al valle, donde nació vicus Urgelli, es decir, un barrio de la ciudad. Es en esta nueva localización, donde también se alza la primera catedral de Santa María de la Seo de Urgel, según el documento que se conserva en la misma sede. La antigua ciudad fue reconstruida y usada como fortaleza.
La fundación del vicus Sedis Urgelli se llevó a cabo sobre una terraza del río Segre que permitió su defensa y un fácil abastecimiento de agua. La antigua ciudad de la colina, Castellciutat pasó a ser la residencia de los Condes de Urgel hasta la conquista de Agramunt y Balaguer en el año 1105.
El poder del obispado, basado en una permuta de bienes con el conde Borrell II de Barcelona-Urgel (988), fue en aumento y se manifestó plenamente en las construcciones del obispo Ermengol (1010–1035): la nueva catedral en el lugar actual, la iglesia dedicada a San Pedro y San Andrés, la iglesia de San Miguel y los puentes de piedra sobre los ríos Segre y Valira, financiado con el oro musulmán obtenido en la reconquista del Bajo Urgel. El núcleo urbano, en su origen, pudo tener forma circular, pero se extendió a lo largo del río y tomó forma triangular, limitado por el Segre y el antiguo torrente de riego de Santa María y cerrado por el camino a la Cerdaña, en medio de huertos, campos y viñas.
San Ermengol dirigió un plan ambicioso de renovación de infraestructuras, con la apertura del camí de Tres Ponts y la construcción de un sistema de puentes sobre el río Segre que facilitó los intercambios norte-sur. Ermengol también inició la reconstrucción de una nueva catedral. Su muerte por accidente, mientras dirigía las obras del pont de Bar el 3 de noviembre de 1035, le privó de ver acabada su obra, que terminó su sucesor Eribau.
En el siglo XI, ya conocida como Seu por los eclesiásticos, fue favorecida por la existencia de un mercado semanal (1029) y de una feria (1048), manifestando una importancia en relación con la comarca y a las rutas de comercio internacional. Fruto de esta prosperidad se construyó una nueva catedral, la actual, iniciada por el obispo San Ot (1095–1122) e inacabada a causa de las luchas entre la mitra y sus poderosos vecinos, el vizconde de Castellbó y el conde de Foix, que eran protectores de la herejía albigense. La villa llegó a padecer otro saqueo en 1195, y quedó liberada después de pagar un rescate de 30 000 sueldos entre la iglesia y el pueblo.
En estas circunstancias la catedral románica, una verdadera fortaleza, fue la gran defensa de la villa, falta de un verdadero recinto amurallado. Durante el siglo posterior, se fortificaría y se rodearían los barrios con muros.

## Demografía
Seo de Urgel cuenta con una población de 12 831 habitantes (INE 2024).
| Gráfica de evolución demográfica de La Seu d'Urgell entre 1842 y 2021 |
| |
| Población de derecho según los censos de población del INE Población de hecho según los censos de población del INEEn 1971 crece el término del municipio porque incorpora a Castellciutat |

### Población por núcleos
Desglose de población según el Padrón Continuo por Unidad Poblacional del INE.
| Núcleos              | Habitantes (2013) | Varones | Mujeres |
| -------------------- | ----------------- | ------- | ------- |
| Castellciutat        | 437               | 215     | 222     |
| Poble-sec            | 103               | 52      | 51      |
| Sant Antoni          | 155               | 74      | 81      |
| Sant Pere            | 63                | 32      | 31      |
| Santa Magdalena      | 275               | 136     | 139     |
| Seo de Urgel         | 11350             | 5509    | 5841    |
| Serrat de la Capella | 85                | 44      | 41      |

## Economía

#### Evolución de la deuda viva
El concepto de deuda viva contempla sólo las deudas con cajas y bancos relativas a créditos financieros, valores de renta fija y préstamos o créditos transferidos a terceros, excluyéndose, por tanto, la deuda comercial.
| Gráfica de evolución de la deuda viva del ayuntamiento entre 2008 y 2014                             |
| |
| Deuda viva del ayuntamiento en miles de Euros según datos del Ministerio de Hacienda y Ad. Públicas. |

La deuda viva municipal por habitante en 2014 ascendía a 939,82 €.

### Servicios
La ciudad cuenta con un buen número de servicios que refuerzan su papel central en la región:
- Sede del Obispado, cabeza de una diócesis que abarca todo los Pirineos catalanes y buena parte del Pre-pirineo. El obispo de Urgel es también copríncipe de Andorra.
- El Sant Hospital, que cubre las necesidades de la comarca del Alto Urgel y parte de la Cerdaña.
- Comisaría de los Mozos de Escuadra, sede de la región policial del Pirineo Occidental.
- Servicios culturales como la biblioteca municipal de San Agustín, sala de cultura y convenciones de San Domingo, archivo histórico de la ciudad, archivo y museo diocesano de Urgel.

La ciudad cuenta con diversos centros y servicios que la hacen uno de los centros culturales más importantes de la zona:
- Es la sede del Centre d'Estiu d'Estudis Pirinencs (Centro de Verano de Estudios Pirenaicos, CEEP), organizado por la Universidad Autónoma de Barcelona, la Universidad de Barcelona, la Universidad de Lérida, la Universidad de Gerona, la Universidad Pompeu Fabra y la Universidad Politécnica de Cataluña, y también es sede de la Universidad de Verano de la Universidad de Lérida.
- Seo de Urgel cuenta con un centro asociado de la UNED que da servicio a las comarcas pirenaicas, y con un punto de apoyo de la Universidad Abierta de Cataluña.
- Cuenta con la Escola Universitaria de Turisme dels Pirineus (EUTP).

### Comunicaciones

Mapa administrativo y de transportes de los Pirineos

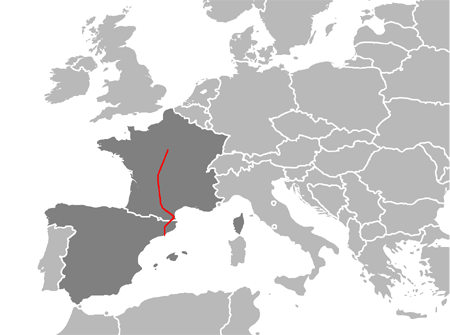
Ruta europea E09

El transporte en los Pirineos se ve dificultado por su orografía, ya que los Pirineos es un conjunto de escarpadas sierras que constituyen frontera natural y política entre la península ibérica y Francia.

#### Por carretera
El eje principal de comunicaciones ha estado marcado siempre por el valle del Segre y las carreteras más importantes son la de Lérida a Puigcerdá, la carretera de acceso a Andorra, la N-145, y carreteras intercomarcales y de pistas de montaña. La inexistencia del ferrocarril ha sido un freno importante para el desarrollo del Alto Urgel, que tiene la estación más próxima en Puigcerdá. No hay ninguna autopista o autovía en la comarca y las carreteras más importantes son la C-14 y la N-260; también es importante la E-9 o eje del Llobregat desde que se construyó el túnel del Cadí en la Cerdaña.
- La carretera C-14 o Eje Tarragona–Andorra une el Campo de Tarragona con la Seo de Urgel, con una longitud de 177,4 km. Comienza en Salou, donde enlaza con la C-31B y finaliza en Adrall en el municipio de la Ribera de Urgellet, cerca de la Seo, y enlaza con la N-260.
- La carretera N-260 o Eje Pirenaico que une Figueras (Alto Ampurdán) con Olot, Ripoll, Puigcerdá, la Seo de Urgel, Puebla de Segur, el Puente de Sort y Viella. Actualmente está en proyecto su desdoblamiento.
- La ruta europea E-9, con un trazado de 967 km une Barcelona con Orleans pasando por Tolosa y que en Cataluña coincide con el recorrido de la C-16 que pasa cerca de Bellver de Cerdaña
- La carretera N-145, que une La Seo de Urgel con Andorra.

#### Por ferrocarril
En los Pirineos hay diferentes líneas de ferrocarril pero no hay ninguna que esté suficientemente cerca de Seo de Urgel para que sea una buena alternativa a la carretera. Las dos estaciones más próximas son la de Puigcerdá línea de Barcelona-Vic-Puigcerdá o Línea 3 (Cercanías Barcelona) y la de la Puebla de Segur, línea Lérida-La Puebla de Segur, por eso varias entidades han hecho diferentes propuestas:
El proyecto de la línea ferroviaria de Barcelona-Andorra es una antigua reivindicación para que llegue el tren a Andorra.

#### Por aire
El Aeropuerto de la Seo de Urgel o aeropuerto Andorra-Pirineos es un aeródromo situado entre Aravell, Adrall y Montferrer en la parte baja del municipio de Montferrer i Castellbò, a 5 km de la capital del Alto Urgel. Actualmente su uso es meramente deportivo, aunque se ha iniciado un proyecto que impulsará su modernización, permitiendo así la aviación comercial a escala regional.

## Cultura

### Ferias, mercados y festivales

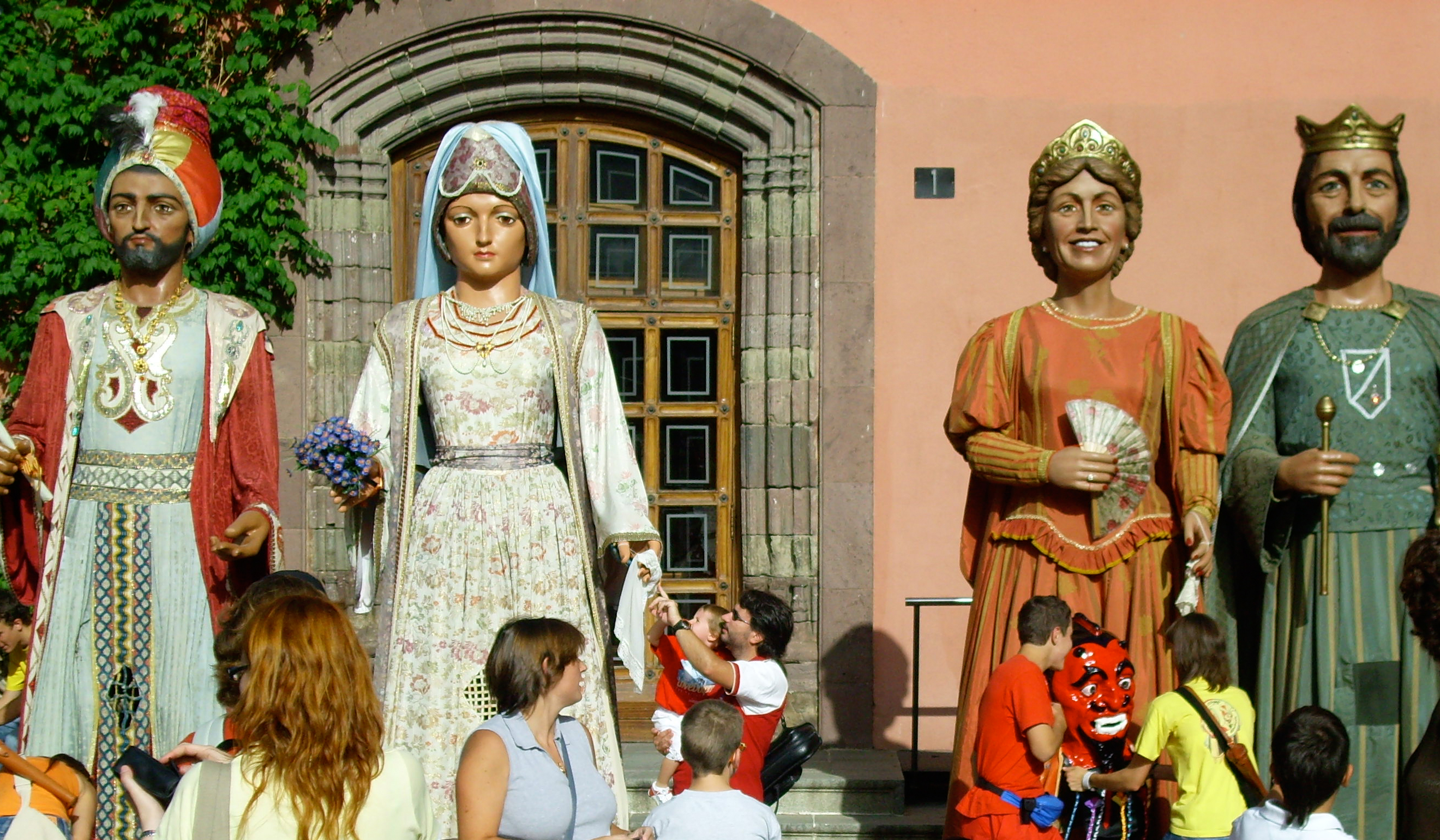
Gigantes y cabezudos en la fiesta mayor de la Seo de Urgel

- El mercado tradicional: tiene lugar todos los martes y sábados entre la calle mayor, la plaza del mercado y la plaza de la catedral.
- La Feria de San Ermengol: se celebra el tercer fin de semana de octubre. El nombre se lo da el patrón de la ciudad: San Ermengol obispo de Urgel en el siglo XI. Es la feria documentada más antigua de España y de la península ibérica.[17]
- La Feria de quesos artesanales del Pirineo: dentro de la Feria de San Ermengol.
- La Feria de primavera: se celebra en abril e incluye una exposición de los mejores ejemplares de vaca de raza bruna de los Pirineos del Alto Urgel y la Cerdaña.
- El Mercado medieval de los Canónigos: hay música en la calle, teatro, circo y muestras de oficios antiguos.
- El Mercado de las oportunidades: se celebra dos veces al año.
- El Festival de Música Brudieu: Joan Brudieu, uno de los compositores más destacados de la época, de la catedral de Urgel en el siglo XVI. Se inició el 1969 y se celebra los meses de julio y agosto.

### Parques
- Parques de la ciudad:

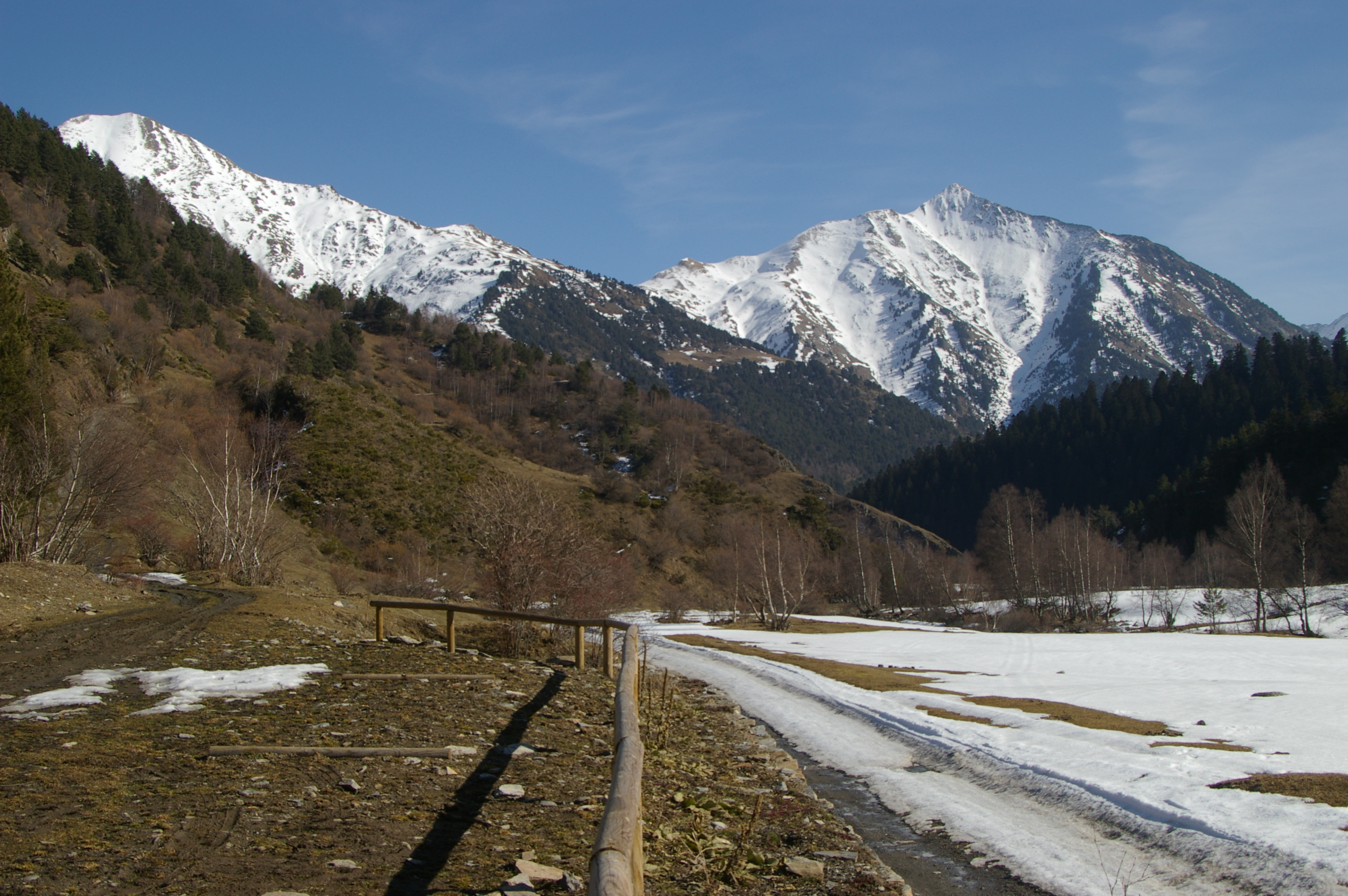
Parque natural del Alto Pirineo

  - Parque del Segre o Parque Olímpico del Segre fue construido para los Juegos Olímpicos de Barcelona 1992 para acoger la competición de piragüismo, convirtiendo así a Seo de Urgel en subsede olímpica.
  - Parque de la Valira al lado del río Valira, río que separa la ciudad de Seo de Urgel del pueblo de Castellciutat del mismo municipio. Dentro del parque se puede encontrar el Claustro Moderno de Seo de Urgel obra del urbanista Lluís Racionero, nacido en la localidad. En los capiteles aparecen personajes contemporáneos como Mussolini, Marilyn Monroe, Schuster, Hitler...
- Parques naturales:
  - Parque natural del Alto Pirineo creado en 2003 entre las comarcas del Pallars Sobirá y el Alto Urgel es el más grande de Cataluña con una extensión que supera las sesenta mil hectáreas.
  - Parque natural del Cadí-Moixeró se encuentra en la sierra del Cadí.

## Monumentos y lugares de interés

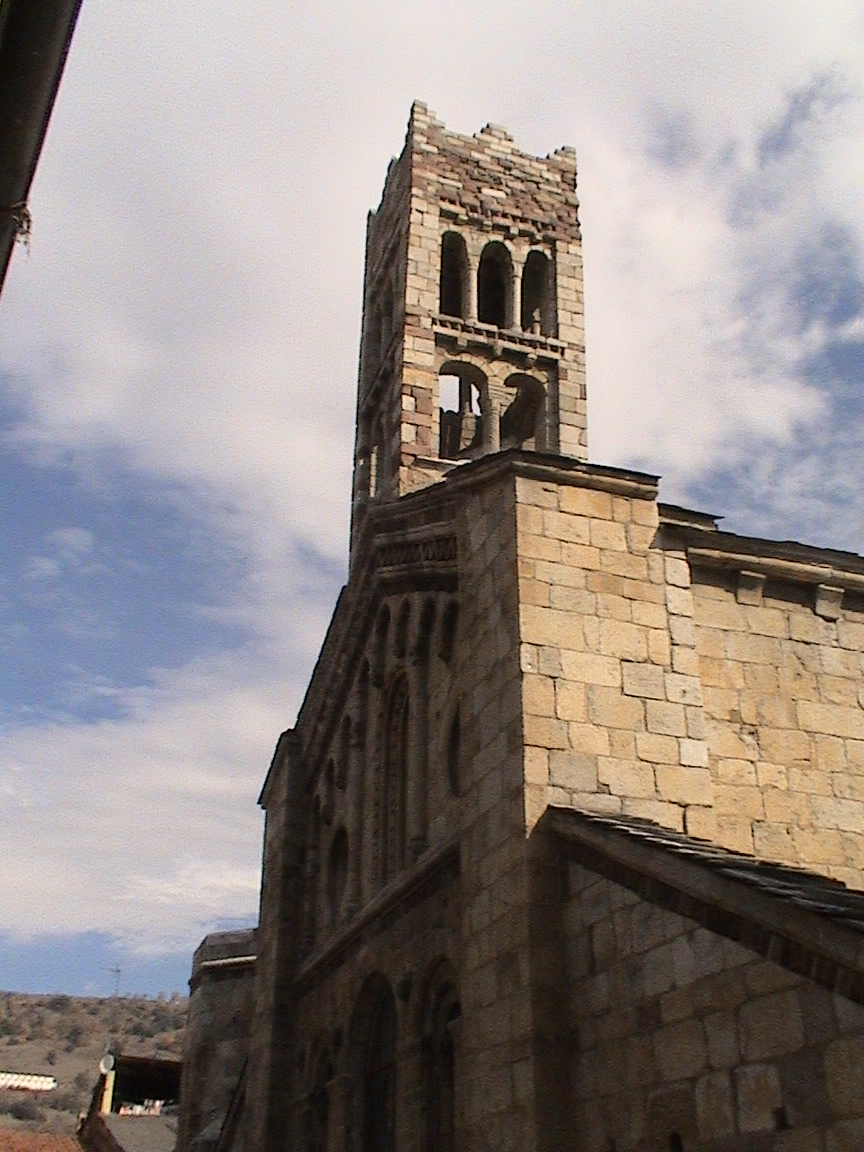
Catedral de Santa María

La ciudad fue una antigua fortaleza militar y capital del condado de Urgel durante la Edad Media, hasta que la capital fue trasladada a Balaguer. Seo de Urgel es la sede del obispo de la diócesis de Urgel, por lo que la ciudad cuenta con una catedral. La catedral de Santa María de Urgel es de estilo románico y data del siglo XII, destacando también el claustro adosado, el museo diocesano y la iglesia de San Pedro y San Miguel.
Otros edificios importantes son:
- Casa de la Ciudad de Seo de Urgel, el edificio del ayuntamiento.
- El Seminario conciliar.
- Varias calles de la ciudad, como la calle Mayor, la calle Capdevila, la calle de les Eres y la calle dels Canonges.
- El Castell de Ciutat

En los años 1970 incorporó el municipio de Castellciutat.